# Maurício de Lima
Maurício Camargo de Lima, anche noto come Maurício (Campinas, 27 gennaio 1968), è un ex pallavolista brasiliano, di ruolo palleggiatore.

## Carriera
Inizia la carriera nel 1987 tra le file del Telesp Clube. Durante il periodo di permanenza nel club di San Paolo ottiene le prime convocazioni in nazionale.
Nella stagione 1988-89 passa al Banespa con cui conquista diversi trofei sia a livello nazionale, con la vittoria di tre Campionati nazionali consecutivi, due Coppe del Brasile e tre Campionati Paulisti, sia a livello internazionale, con i successi in quattro Campionati sudamericani per club. In questi anni, con la nazionale vince tre Campionati sudamericani, una World League e, soprattutto, la medaglia d'oro ai Giochi olimpici di Barcellona 1992
Nella stagione 1993-94 fa la sua prima esperienza all'estero, ingaggiato dalla Daytona di Modena con cui vince la Coppa Italia, ma torna in patria l'anno successivo, richiamato dalla federazione brasiliana come tutti i suoi compagni di nazionale, giocando nuovamente per il Telesp Clube a cui stavolta resta legato per un quadriennio, vincendo un'altra edizione della Superliga e il suo quinto Campionato sudamericano per club. Con la nazionale vince altri due Campionati sudamericani e ottiene buoni risultati anche nelle altre competizioni.
Nella stagione 1998-99 passa all'União Suzano con cui vince il Campionato Paulista, mentre l'anno successivo è al Minas, club in cui gioca per quattro anni vincendo altri tre Campionati brasiliani e quattro edizioni del Campionato Mineiro. Con la nazionale continua a collezionare trofei, vincendo altri due Campionati sudamericani, la Coppa del Mondo 2003, altre due World League e, soprattutto, il Campionato mondiale 2002.
Nella stagione 2003-04 torna in Italia, ingaggiato dalla Gabeca. Durante l'estate seguente, vince la sua ultima World League e si laurea bicampione olimpico nell'edizione di Atene 2004. Rimane in Italia anche per la stagione 2004-05, passando alla Lube con cui vince la Coppa CEV, il suo ultimo trofeo della carriera: al termine della stagione decide infatti di ritirarsi.

## Palmarès

### Club
- Campionato brasiliano: 7

Banespa: 1989-90, 1990-91, 1991-92
Telesp Clube: 1995-96
Minas: 1999-00, 2000-01, 2001-02
- Coppa del Brasile: 2

Banespa: 1990, 1991
- Coppa Italia: 1

Daytona: 1993-94
- Campionato Paulista: 4

Banespa: 1989, 1990, 1991
Suzano: 1998
- Campionato sudamericano per club: 5

Banespa: 1989, 1990, 1991, 1992
Telesp Clube: 1996
- Coppa CEV: 1

Lube: 2004-05

### Nazionale
- - Giochi panamericani 1991
- - World Top Four maschile 1992
- - Coppa America 1998
- - Coppa America 2001
- - Giochi panamericani 2003

### Individuale
- 1989 - Campionato sudamericano: MVP
- 1989 - Campionato sudamericano: Miglior palleggiatore
- 1989 - Campionato sudamericano: Miglior servizio
- 1990 - Campionato mondiale: Miglior difesa
- 1991 - Campionato sudamericano: Miglior palleggiatore
- 1992 - Giochi della XXV Olimpiade: Miglior palleggiatore
- 1993 - World League: Miglior palleggiatore
- 1993 - Campionato sudamericano: Miglior palleggiatore
- 1993 - Coppa Italia: MVP
- 1995 - Superliga: Miglior palleggiatore
- 1995 - World All-Star Team della FIVB
- 1996 - Superliga: Miglior palleggiatore
- 1997 - Campionato sudamericano: Miglior palleggiatore
- 1998 - Superliga: Miglior palleggiatore
- 2000 - Superliga: Miglior palleggiatore
- 2001 - Superliga: Miglior giocatore brasiliano
- 2001 - Superliga: Miglior palleggiatore
- 2001 - World League: Miglior palleggiatore
- 2001 - Campionato sudamericano: Miglior palleggiatore
- 2002 - Superliga: MVP
- 2002 - Superliga: Miglior palleggiatore
- 2002 - Campionato mondiale: Miglior palleggiatore
- 2012 - Inserimento nella Volleyball Hall of Fame come giocatore.